# Heian-kyō
Heian-kyō (平安京?) fue el nombre original de la actual ciudad de Kioto, Japón y fue desde el año 794 hasta 1868 (con una breve interrupción por unos meses en 1180) la residencia del Emperador de Japón y la capital del país.

## Características
La ciudad reemplazó a Nagaoka-kyō, y fue construida en 793 por orden del Emperador Kanmu, a manos de Fujiwara no Ogurimaru. La ciudad se asentaría sobre un valle y sería trazada en forma de un tablero similar al ajedrez, imitando a la capital china de la Dinastía Tang, Chang'an. Poseía un área rectangular de aproximadamente 4,5 km (de este a oeste) y de 5,2 km (de norte a sur), y sólo tenía como excepción los dos templos de la puerta sur, el Sai-ji y el Tō-ji. El palacio principal estaría en un rectángulo interno en la parte norte de la ciudad.
La designación de la palabra Kyōto ("capital" o "residencia imperial") no era oficial al  momento de su inauguración, pero el nombre se extendió desde finales del siglo XI, llegando a desplazar al nombre original. En 1868, después de producirse la "Restauración Meiji", la capitalidad del país fue trasladada a Tokio.